# Барвенково
Барве́нково (укр. Барві́нкове) — город в Изюмском районе Харьковской области Украины, административный центр Барвенковской городской общины. В 1923—2020 годах был административным центром упразднённого Барвенковского района, в котором составлял Барвенковский городской совет.

## Происхождение названия
Слобода Барвинкова Стенка названа по прозвищу атамана Ивана Барвинка (Барвенка) и по слобожанскому названию «стенки», то есть высокого берега реки с быстрым течением.

## Географическое положение

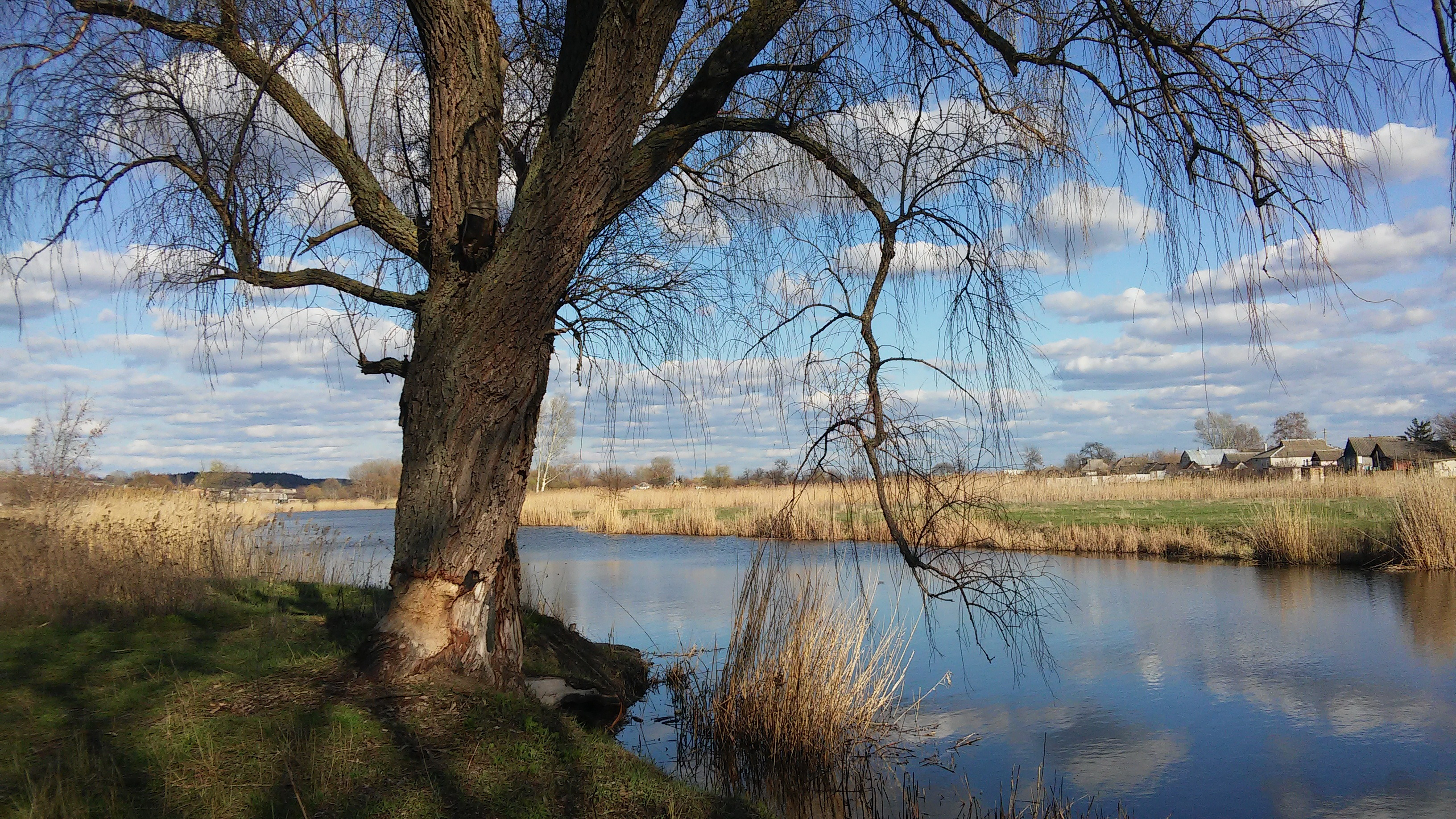
Река Сухой Торец в Барвенково

Город Барвенково находится на расстоянии 180 км от Харькова на берегу реки Сухой Торец в месте впадения в неё реки Лукноваха (правый приток), выше по течению на расстоянии в 3 км расположено село Архангеловка, ниже по течению на расстоянии в 1 км расположено село Веселое, в 2 км — село Никополь.
Через город проходят автомобильные дороги Т-2113, Т-2122 и железная дорога, станция Барвенково.

## История

### 1649—1917

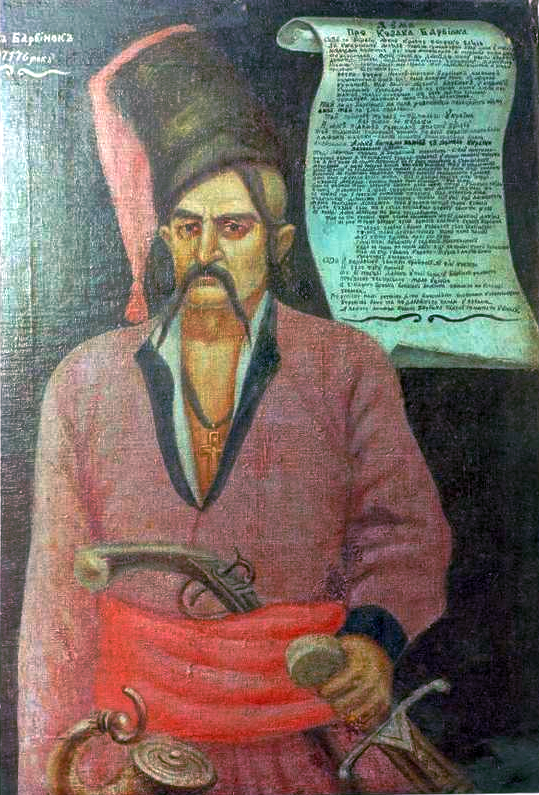
Основатель города — соратник Богдана Хмельницкого Иван Барвинок

После заключения мира с поляками в 1649 году часть Правобережной Украины была возвращена Польше. Шляхта начала расправы над православными. Массы крестьян и городских жителей ушли на восток. Богдан Хмельницкий и его помощники наделяли беженцев всем необходимым, ставили во главе опытных людей и направляли их на Слобожанщину и в Запорожье. Весной 1651 года эти люди начали осваивать новые места.
Барвенкова Стенка впервые упоминается в синодике Святогорского монастыря в 1653 году. Названа так потому, что высокий берег Торца с быстрым течением население называло Пристен(к)ом. В монастырь же прибыло 12 запорожцев с письмом от атамана Ивана Барвинка с просьбой освятить новое селение. Архимандрит Иоанн с клиром выехали из монастыря и неподалёку от него встретились с самим Барвинком и более чем с тремя сотнями казаков, которые и проводили их на место. Портрет основателя Барвенкова Ивана Барвинка находится в музее города Барвенково.
Иоанн окрестил село, крепость и церковь. Крепость располагалась на Чумацкой горе, село — внизу у реки. Место было прикрыто с юга четырьмя рукавами реки и озёрами. В грамоте Запорожского Коша Барвинку было точно указано место поселения: «В диком поле, на берегу Торца, возле Татарского перелаза (брода)».
В 1708 году в Барвинкову Стенку приехали Пётр I, гетман Мазепа, кошевой Гордиенко. Петр І предупредил местных казаков, чтобы они больше не смели восставать против него. Однако вскорости вместе с Запорожской Сечью барвенковчане поддержали Мазепу в его борьбе против Петра І.
Восстановление Барвинковой Стенки началось в 1734 году. Первым жителем стал казак Аким Шпак. В дальнейшем была образована Барвенковская паланка Запорожской Сечи. Сразу началось противостояние казаков и царской администрации. За период 1709—1734 годов земли к северу и востоку от Барвинковой Стенки были захвачены старшиной Изюмского слободского полка, помещиками и служилыми людьми Бахмутского уезда. Это противостояние продолжалось до 1775 года, когда Запорожскую Сечь ликвидировали. Известны имена полковников Ивана Гараджи, Ивана Кулика, писарей Степана Роменского, Неживого, казачьих старшин Радька, Бобуха, Чайки. Комиссия под руководством Орельского полковника Компака с представителями царской администрации решали спорный вопрос о границе Запорожья на востоке. Запорожцы пошли на уступки, и граница определилась по речкам Курулька и Бычок, что сильно урезало казачьи земли.
В 1770 году население составило 2409 человек мужчин (без женщин и детей), в 1790 году — 3370 человек; в слободе было 12 улиц, имевших названия соответствующих сотен. В 1775 году Барвенково вошло в состав Азовской губернии, затем входило в состав Екатеринославской и Харьковской губерний.
Ориентировочно в 1781 году в Барвенкове некоторое время жил Григорий Саввич Сковорода, пел в церковном хоре. В 1787 году проездом из Крыма в Барвенково побывала Екатерина ІІ.
В начале XIX века Барвенково славился чумацким промыслом. По реке на баржах вывозили в порты Азовского моря большое количество хлеба, откуда он переправлялся за границу. С 1783 года на Барвенковщине было введено крепостное право. Однако, многие жители воспользовались указом Екатерины II и остались свободными людьми. Появились помещики из казачьей старшины, немцев и отставных офицеров.
В 1830 году население — 4399 человек. В 1863 году население, после эпидемий холеры, составило 4171 человек. В 1860-х годах в слободе Барвенковой были почта, 4 кладбища и более двадцати ветряных мельниц.
В 1869 году открылось движение по железной дороге. Начали действовать станции Гавриловка, Языково, Барвенково, Гусаровка. Вначале через Барвенково прокладка железной дороги не планировалась. Однако писатель Григорий Петрович Данилевский убедил местных землевладельцев уступить бесплатно земли под железную дорогу, что и сыграло свою роль в выборе места. Один из владельцев земли, Сергей Васильевич Чайка, потомок соратника основателя города Ивана Барвинка, выделил часть своих земель под строительство железной дороги. В честь него назван Чайкин мост по железной дороге через речку Лукноваха, вблизи её впадения в Торец.

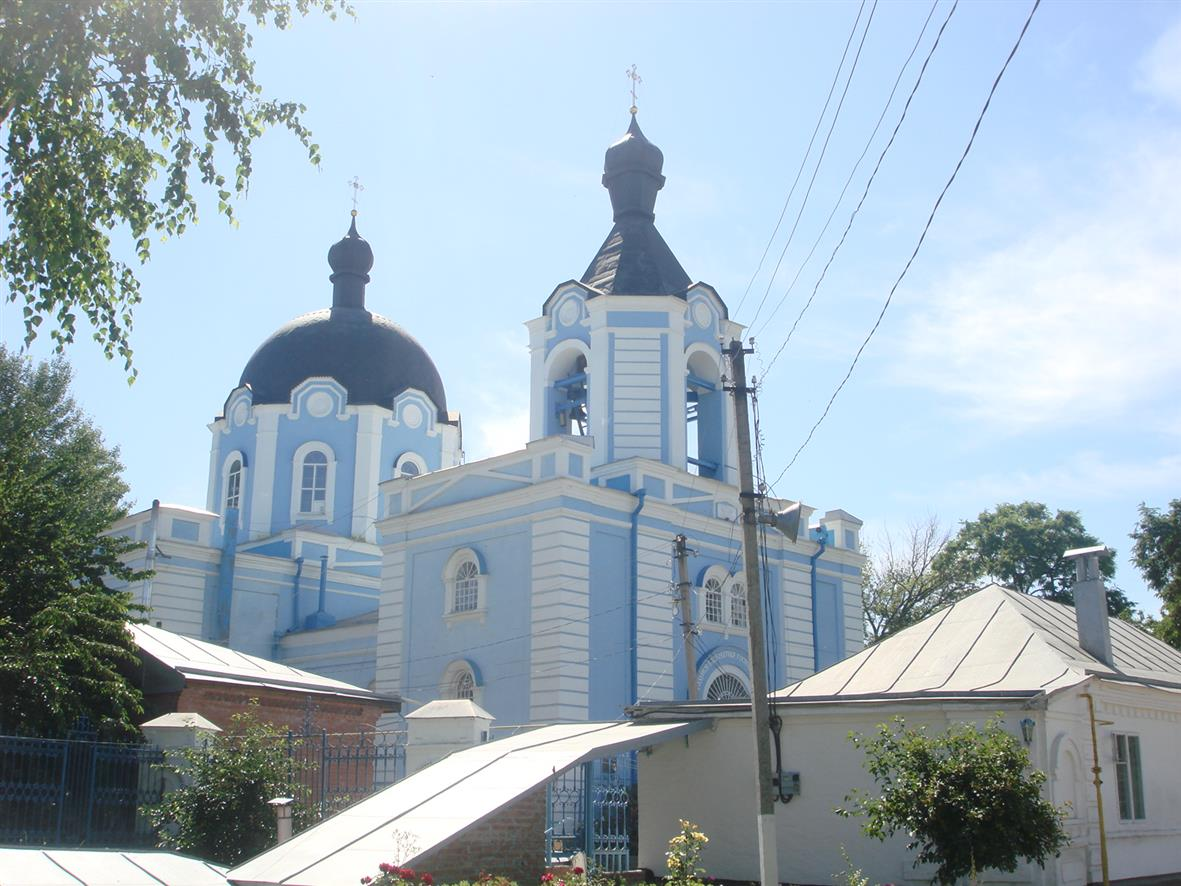
Свято-Успенский храм

В 1877—1878 годах Россия воевала с Турцией за освобождение Болгарии. Один из полков был укомплектован барвенковчанами. В бою солдаты спасли от гибели генерала Петра Фёдоровича Рерберга. После войны он приехал в Барвенково и стал инициатором строительства храма Успенья Пресвятой Богородицы, в память о погибших барвенковчанах. Начатое в 1879 году строительство было окончено в 1884 году. Настоятелем храма стал протоиерей Алексей Навродский, который и занимал это место до 1932 года, когда умер в возрасте 89 лет. В молодости Навродский был революционером-народником, будучи настоятелем Успенского храма, находился под надзором полиции. Он был первым местным краеведом, оставил после себя выписки из синодика и собственные записки по истории Барвенкова. Генерал Рерберг сам проектировал металлоконструкции церкви, специалистами-немцами была создана оригинальная система отопления, которая вышла из строя от взрыва немецкой бомбы в 1942 году.
В 1884 году в Барвенкове побывал родоначальник Слобожанской поэзии Яков Щоголев. Очарованный природой Барвенкова, рассказами истории казачества, поэт написал поэму «Барвинкова Стинка», в основу которой положена история посещения Барвинковой Стинки Екатериной ІІ.
В 1891 году Барвенкова являлась слободой Изюмского уезда Харьковской губернии Российской империи, в которой действовали школа, православная церковь, три постоялых двора, базар и 12 лавок, и насчитывалось 136 дворов и 6193 жителя.

### 1918—1991
C декабря 1922 года город в составе Украинской ССР СССР. С 1923 года центр Барвенковского района Изюмского округа. Население в 1923 году составляло 11 700 человек.
22 мая 1931 года началось издание местной газеты. 19 октября 1938 года был присвоен статус города. В 1939 году население составляло 15 477 человек.
23-24 октября 1941 года город оккупирован германскими войсками. 23-24 января 1942 года город был освобождён от гитлеровских германских войск советскими войсками Южного фронта в ходе Барвенково-Лозовской наступательной операции. Командир 130-й танковой бригады полковник Е. Г. Пушкин в январе 1942 года за освобождение Барвенкова был персонально отмечен в приказе Верховного Главнокомандующего СССР И. В. Сталина. В январских боях за Барвенково принимал участие бригадный комиссар Л. И. Брежнев, награждённый за эти бои орденом Красного Знамени.
17-18 мая 1942 года город снова оккупирован немцами. В конце мая 1942 в районе Барвенкова попала в окружение крупная группировка Красной армии («Барвенковский котёл»). 2-6 февраля 1943 года город освобождён от германских войск войсками Юго-Западного фронта в ходе Ворошиловградской операции.
28 февраля (по другим данным — 9 марта) 1943 года город оккупирован в третий раз. 9-10 сентября 1943 года окончательно освобождён войсками Юго-Западного фронта в ходе Донбасской операции. Два лётчика: майор И. М. Ершов (командир 672 шап) и К. М. Шумский (командир эскадрильи 98 гшап) «за беспримерный героизм» в боях под Барвенковом удостоились звания Герой Советского Союза. Приказом Верховного Главнокомандующего И. В. Сталина от 10 сентября 1943 года за мужество, отвагу и героизм, проявленные личным составом 39-й гвардейской стрелковой дивизии (полковник Лещинин, Василий Андреевич) при освобождении города Барвенково Харьковской области, ей было присвоено почётное наименование «Барвенковская». Почётного звания «Барвенковская» также удостоены: 31-я отдельная гвардейская танковая бригада (генерал-майор т/в Бурдов, Денис Максимович); 1890-й отдельный лёгкий самоходный артиллерийский полк (подполковник Гурин, Марк Андреевич); 517-й отдельный танковый батальон (капитан Нестеров, Александр Андреевич).
Войскам, участвовавшим в освобождении городов Барвенково, Мариуполя, Волновахи и других городов приказом И. В. Сталина от 10 сентября 1943 года объявлена благодарность и в Москве дан салют 12 артиллерийскими залпами из 124 орудий.
После освобождения города комиссия по расследованию преступлений фашистов обнаружила три большие могилы казнённых, изуродованных пытками людей, в которых было захоронено минимум 205 человек.
В годы войны 1361 барвенковец воевал на фронте в рядах Советской армии; из них погибли 475 воинов; 875 были награждены боевыми орденами и медалями СССР.
В 1962 году город передан в Изюмский район. С 1965 года город опять стал районным центром в составе Харьковской области.
В 1966 году население составило 15 тысяч человек (меньше, чем до войны); в городе было 4000 жилых домов, действовали больница, тубдиспансер, 5 школ, три детских сада и 5 ясель, сельское ПТУ, два Дворца культуры, 6 клубов, 2 кинотеатра, театр, планетарий, 10 библиотек.
В 1976 году население составляло 15 600 человек. В январе 1989 года численность населения составляла 14 889 человек. По состоянию на 1 января 2013 года численность населения составляла 9709 человек. На май 2023 года численность населения составляла около 2600 человек.

## Транспорт
После окончания Великой Отечественной войны в городе постоянно дислоцировался 92-й отдельный путевой железнодорожный батальон (в/ч 83246), который в 1992 году был передислоцирован в г. Конотоп Сумской области. Батальон принимал участие в ликвидации последствий аварии на Чернобыльской АЭС.
В советский период существовала автотранспортное предприятие АТП-16338.

## Известные люди
- Баранец, Виктор Николаевич (род. 1946) — военный журналист, писатель, публицист, пресс-секретарь министра обороны России, военный обозреватель газеты «Комсомольская правда».
- Бейлин, Вениамин Львович (1904—1982) — советский военный деятель, генерал-майор.
- Магда, Иван Иванович (1904—1994) — советский ветеринарный врач, доктор ветеринарных наук, педагог. Заслуженный деятель науки УССР.
- Мищенко, Иван Максимович (1925—2015) — участник Великой Отечественной войны, капитан 1-го ранга, полный кавалер ордена Славы.
- Сегеда, Сергей Петрович (род. 1949) — украинский антрополог и этнолог, профессор Киевского национального университета им. Шевченко.
- Тимченко, Виктор Васильевич (род. 1953) — журналист, писатель, эксперт по вопросам Восточной Европы.
- Шовкопляс, Неля Владимировна[укр.] (род. 1987) — украинская телеведущая. Ведущая утренней программы «Завтрак с 1 + 1» на канале «1+1» (от сентября 2017).